# FIRE (livsstil)
FIRE movement (Financial Independence, Retire Early), ungefär "finansiellt oberoende, tidig pensionering", är en livsstil med målsättningen att uppnå finansiellt oberoende för att kunna pensionera sig tidigt. Livsstilen blev populär under 2010-talet och har fått uppmärksamhet på olika bloggar och nätforum, där målet anges som att lämna regelrätt förvärvsarbete på heltid och i större utsträckning själv bestämma över sin tid.
Personer som har denna livsstil försöker ofta spara en stor del av sin inkomst för att sedan investera detta, många gånger i aktier eller fonder. Livsstilen bygger på att man har tillräckligt investerat kapital för att kunna leva på ränta och avkastning.
Man pratar ofta om den så kallade "4 %-regeln" (en studie utförd 1998 vid Trinity University, Texas, fann att ett årligt uttag av fyra procent kunde vara långsiktigt hållbart), som en grovt beräknad uttagskvot från kapitalet, för att kapitalet ska räcka över tid. Det innebär då att man behöver ha ett investerat kapital som motsvarar 25 gånger sina årliga utgifter.
När en person når finansiellt oberoende, så blir förvärvsarbete frivilligt, eftersom kapitalinkomsterna överstiger utgifterna. Personen kan då ”pensionera sig” i förhållandevis låg ålder.